# Институт за ново икономическо мислене
Институтът за ново икономическо мислене (на английски: Institute for New Economic Thinking – INET) е неправителствен мозъчен тръст, със седалище в Ню Йорк.
Създаден е през октомври 2009 г. в отговор на глобалната финансова криза през 2007 – 2012 г. Управлява редица свързани програми на големи университети като института Cambridge-INET в университета в Кеймбридж.

## Финансиране
INET е основан с първоначален капитал от 50 милиона щатски долара, внесени от Джордж Сорос. Оттогава капиталът е бил допълнен с дарения от Джеймс Балсили и Уилям Х. Джейнуей, както и от други филантропи и финансисти, включително Пол Уолкър, Дейвид Рокфелер, Фондация „Малкълм Хюит Винер“, Фондация „Алфред П. Слоун“, корпорацията Карнеги от Ню Йорк, и Stiftung Mercator. По-късно финансирането идва от Фонда за приложна икономика „Кейнс“ и фонда Исак Нютон на Университета в Кеймбридж.

## Програми и проекти
Научноизследователските програми, поддържани от INET, включват:
- Комисия по глобална икономическа трансформация, ръководена от нобеловите лауреати Джоузеф Стиглиц и Майкъл Спенс, целяща да изгради нов начин на мислене и нови правила в световната икономика;[2]
- Глобална работна група, изследваща финансовата стабилност, под ръководството на Томас Фъргюсън;[2]
- Глобалната работна група „Човешки капитал и икономически възможности“, ръководена от Джеймс Хекман, е свързана с Института за изследвания в икономиката – Бекер Фридман към Чикагския университет.[3][2]
- Програма за изследване на несигурността на Найтън в икономиката[2]
- Програма за Политическа икономия на преразпределението[2]
- Инициатива за изследване на частния дълг и ефекта му върху икономиката[2]
- Работна група по история на икономическата мисъл, ръководена от Брус Колдуел от Университета „Дюк“.